# Santana (álbum)
Santana es el álbum debut en formato LP del grupo de rock de San Francisco (California), Santana, publicado el 22 de agosto de 1969.

## Características
El álbum fue grabado durante el mes de mayo de 1969 en San Mateo (California), Estados Unidos. Contiene una mezcla de rock y música latina, desarrollada en forma de jam session, repleta de improvisaciones, individuales y colectivas, aunque, por indicación del entonces mánager de la banda, Bill Graham, se desarrollaron algunos de los temas de forma más convencional. La crítica recibió el disco con grandes alabanzas (la revista Rolling Stone llegó a decir que «Santana hacía por la música latina lo que Chuck Berry había hecho por el blues»).
La música de Santana impactó en el Festival de Woodstock, celebrado en agosto de 1969, un mes antes del lanzamiento del disco. El sencillo «Evil Ways», extraído del álbum, llegó al Top 10 de Billboard.
En 2003 estaba situado en el puesto n.º 150 de la lista de la revista Rolling Stone. En 2004 se reeditó el disco con añadidos procedentes de Woodstock y tomas de las sesiones de grabación inicialmente no incorporadas.
De este álbum se han hecho 29 versiones en todo el mundo.

## Listado de temas (Edición original -ColumbiaCS 9781)

### Cara 1
1. "Waiting" (Santana) - 4:07
2. "Evil Ways" (J. Zack) - 4:00[3]
3. "Shades of Time" (Santana Band) - 3:13
4. "Savor" (Santana Band) - 2:47
5. "Jingo" (Babatunde Olatunji) - 4:23[4]

### Cara 2
1. "Persuasion" (Santana) - 2:36
2. "Treat" (Santana) - 4:46
3. "You Just Don't Care" (Santana) - 4:37
4. "Soul Sacrifice"  (Santana) - 6:38

## Listado de temas (Edición de 2004 - Legacy)

### Disco 1
1. "Waiting" - (Santana) – 4:07
2. "Evil Ways" - (Henry/Zack) – 4:00
3. "Shades of Time" - (Rolie/Santana) – 3:13
4. "Savor" - (Areas, Brown, Carabello, Rolie, Santana, Shrieve) – 2:46
5. "Jingo" - (Olatunji) – 4:23
6. "Persuasion" - (Areas, Brown, Carabello, Rolie, Santana, Shrieve) – 2:36
7. "Treat" - (Areas, Brown, Carabello, Rolie, Santana, Shrieve) – 4:46
8. "You Just Don't Care" - (Areas, Brown, Carabello, Rolie, Santana, Shrieve) – 4:37
9. "Soul Sacrifice" - (Brown, Malone, Rolie, Santana) – 6:38
10. "Savor" (toma alternativa #2) - (Areas, Brown, Carabello, Rolie, Santana, Shrieve) – 2:57
11. "Soul Sacrifice" (toma alternativa #4) - (Brown, Malone, Rolie, Santana) – 8:50
12. "Studio Jam" - (Areas, Brown, Carabello, Rolie, Santana, Shrieve) – 7:09

### Disco 2
1. "Fried Neckbones" - (Willie Bobo/William Correa/Melvin Lastie) – 7:41
2. "Soul Sacrifice" - (Brown, Malone, Rolie, Santana) – 9:06
3. "Persuasion" - (Areas, Brown, Carabello, Rolie, Santana, Shrieve) – 3:52
4. "Treat" - (Areas, Brown, Carabello, Rolie, Santana, Shrieve) – 6:49
5. "Shades of Time" - (Rolie/Santana) – 2:29
6. "Jingo" - (Olatunji) – 5:20
7. "Waiting" (en vivo) - (Santana) – 4:44
8. "You Just Don't Care" (en vivo) - (Areas, Brown, Carabello, Rolie, Santana, Shrieve) – 4:55
9. "Savor" (en vivo) - (Areas, Brown, Carabello, Rolie, Santana, Shrieve) – 5:25
10. "Jingo" (en vivo) - (Olatunji) – 5:14
11. "Persuasion" (en vivo) - (Areas, Brown, Carabello, Rolie, Santana, Shrieve) – 3:05
12. "Soul Sacrifice" (en vivo) - (Brown, Malone, Rolie, Santana) – 11:49
13. "Fried Neckbones" (en vivo) - (Willie Bobo/William Correa/Melvin Lastie) – 7:13

Las pistas 1 - 6 se grabaron en las sesiones originales del disco.
Las pistas 7 - 14 proceden de la actuación del Festival de Woodstock

## Ediciones
| Título  | Formato         | Discográfica                     | N.º catálogo | País           | Año  |
| ------- | --------------- | -------------------------------- | ------------ | -------------- | ---- |
| Santana | (LP)            | Columbia                         | CS 9781      | Estados Unidos | 1969 |
| Santana | (Casete, álbum) | CBS                              | 40-63815     | Reino Unido    | 1969 |
| Santana | (LP)            | CBS                              | S 63815      | Yugoslavia     | 1969 |
| Santana | (LP)            | CBS, Deutscher Schallplattenclub | 28 289-7     | Alemania       | 1969 |
| Santana | (LP)            | CBS                              | S 63815      | Alemania       | 1969 |
| Santana | (LP)            | CBS                              | S 63815      | Países Bajos   | 1969 |
| Santana | (LP)            | Columbia                         | SBP 233748   | Australia      | 1969 |
| Santana | (LP, álbum)     | CBS                              | S 63815      | Reino Unido    | 1969 |
| Santana | (LP, álbum)     | Deutscher Schallplattenclub      | H 289/1      | Alemania       | 1969 |
| Santana | (LP, álbum)     | Columbia                         | CS 9781      | Canadá         | 1969 |

## Créditos
Músicos
- voz principal y coros, guitarra eléctrica: Carlos Santana
- voz principal y coros; Organo: Gregg Rolie
- Bajo: David Brown
- Batería: Michael Shrieve
- Congas: Michael Carabello
- Timbales, cencerro y congas: José Chepito Areas

Producción y diseño
- Arreglos: Alberto Gianquinto
- Ilustraciones: Lee Conklin
- Fotografía: Jim Marshall
- Productor: Brent Dangerfield y Carlos Santana